# Liste der Bodendenkmale in Kneitlingen
In der Liste der Bodendenkmale in Kneitlingen sind die Bodendenkmale der niedersächsischen Gemeinde Kneitlingen aufgeführt. Die Quelle ist der Denkmalatlas Niedersachsen.
- Diese Liste erhebt keinen Anspruch auf Vollständigkeit.
- Die Angaben ersetzen nicht die rechtsverbindliche Auskunft der zuständigen Denkmalschutzbehörde.
- Es sind nur Daten aus dem Denkmalatlas verarbeitet.
- Der Stand der Liste ist der 7. Juni 2025.

Kneitlingen im Landkreis Wolfenbüttel

## Allgemein
In den Spalten finden sich folgende Informationen des Bodendenkmales:
| Lage         | geographische Koordinaten                                                           |
| Bezeichnung  | Bezeichnung lt. Denkmalatlas                                                        |
| Beschreibung | Beschreibung lt. Denkmalatlas                                                       |
| ID           | Objekt-ID                                                                           |
| Bild         | Bild, ggf. zusätzlich mit Link zu weiteren Fotos im Medienarchiv Wikimedia Commons. |

## Ampleben
| Lage                         | Bezeichnung            | Beschreibung | ID       | Bild |
| ---------------------------- | ---------------------- | --- | -------- | ---- |
| 52° 11′ 40″ N, 10° 45′ 1″ O  | Ampleben 1, Grabhügel  | Größe ca. 23 × 17 m und Höhe ca. 1 m. Markant, hochgewölbt, oval in NW-SO-Lage. Kuppe leicht abgeflacht. Randbereiche deutlich abgesetzt. In der Kuppe kleines Grabungsloch von ca. 0,4 m Tiefe. Herausragende Kalksteinbrocken.                                     | 28955255 | BW   |
| 52° 11′ 41″ N, 10° 44′ 53″ O | Ampleben 2, Grabhügel  | Größe ca. 25 × 20 m und Höhe ca. 0,4 m. Abgeflacht, oval in NW-SO-Ausrichtung. Im Norden und Osten hohe Wölbung mit deutl. abgesetzten Rändern; ohne feste Konturen auslaufend.                                                                                      | 28955258 | BW   |
| 52° 11′ 44″ N, 10° 45′ 2″ O  | Ampleben 3, Grabhügel  | Größe ca. 20 × 13 m und Höhe ca. 0,7 m. Oval in NW-SO-Ausrichtung. Kuppe großflächig und stark hügelig, Böschungsteil, Rand abgesetzt. | 28955262 | BW   |
| 52° 10′ 5″ N, 10° 44′ 0″ O   | Ampleben 5, Kreuzstein | Steinkreuz aus Muschelkalk. Die Arme stehen in NW-SO Richtung. Schafthöhe 0,9 m, Br. 0,25 m. St. des Schaftes im Ansatz 0,4 m, am Kopfende 0,25 m. Kopfhöhe 0,15 m; Arme je 0,15 m lang und 0,25 m hoch. Gesamthöhe (sichtbarer + eingegrabener Teil) ca. 1,5-1,8 m. | 28955264 | BW   |

## Eilum
| Lage                        | Bezeichnung         | Beschreibung | ID       | Bild |
| --------------------------- | ------------------- | --- | -------- | ---- |
| 52° 9′ 58″ N, 10° 43′ 22″ O | Eilum 1, Grabhügel  | Größe ca. 18 × 16 m und Höhe ca. 1,65 m. Oval. Steil, ursprünglich rund; O-Rand abgetragen, östlicher Hügelfuß (andeutungsweise noch erkennbar) ca. 5 m nach O in Nachbargrundstück hineinreichend. In der Kuppe tiefer Trichter. | 28955363 | BW   |
| 52° 9′ 47″ N, 10° 43′ 36″ O | Eilum 2, Kreuzstein | Bruchstück eines Kreuzsteins aus weißem Kalkstein (?); Schaft und Kopfende fehlen. Br. ca. 100 cm. Auf der Vorderseite eingeritzt Radkreuz mit 6 Speichen.                                                                        | 28955362 | BW   |